# Pancratieae
Pancratieae, biljni tribus iz porodice zvanikovki. Sastoji se od roda Pancratium s ukupno 25 vrste lukovičastih trajnica (geofiti) iz Afrike, Europe Azije i Sjeverne Amerike, gdje joj je (kao i u Hrvatskoj) jedini predstavnik primorski žilj (Pancratium maritimum), mirisna trajnica raširena uglavnom po mediteranskim zemljama.

## Rodovi
1. Pancratium L.

Nekadašnji članovi:
- Vagaria Herb. , danas u tribusu  Galantheae.